# Kresnik

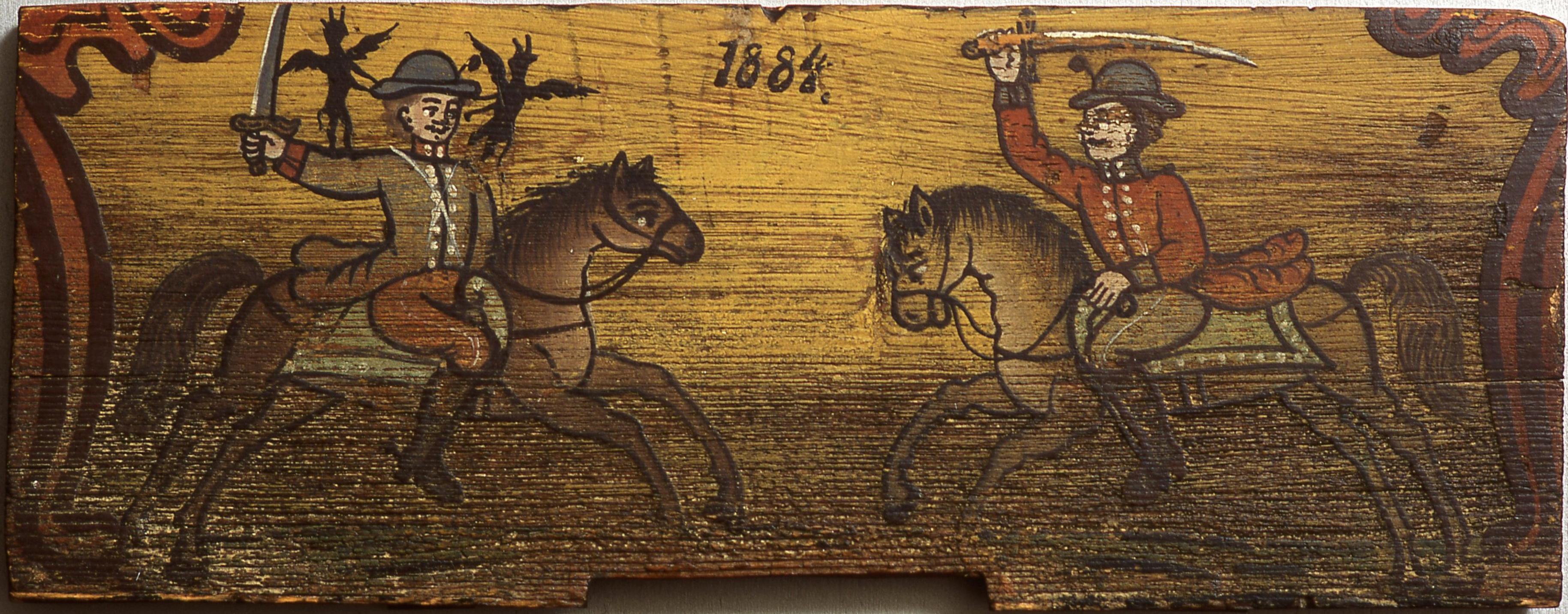
Pegam et Lambergar.

Kresnik ou Kersnik ou Krsnik est un dieu de la mythologie slave associé au feu, au solstice d'été et aux orages. Son territoire mythique, une montagne sacrée au sommet du monde, représente l'axis mundi.
Les populations slaves à l'est des Alpes lui rendirent un culte. Il représente probablement la même déité que Svarožič, fils du dieu slave du soleil, Svarog, décrit comme ayant des cheveux et des mains d'or. Il devint progressivement un héros national slovène vivant sur une montagne d'argent, parfois décrit comme un cerf aux bois d'or et associé au solstice d'été. Il devint connu comme un étant un roi légendaire avec des pouvoirs magiques, mais qui su rester un paysan.